# 佛子岭站
佛子岭站是南宁轨道交通1号线的地铁车站，位于中华人民共和国广西壮族自治区南宁市青秀区高坡岭路（规划）与佛子岭路（规划）交叉口地下，该站于2016年6月28日开通运营。